# Luis María Salazar y Salazar
Luis María Salazar y Salazar (Vitòria, 13 de març de 1758 – Madrid, 29 d'abril de 1838) va ser un militar i polític basc, ministre durant el regnat de Ferran VII.

## Biografia
Ingressa en l'Armada Espanyola en 1775, després d'estudiar a Bergara. Prova les seves armes per primera vegada en la campanya d'Alger de 1783. En 1792 col·labora en l'elaboració de les noves Ordenances Generals de l'Armada. En 1802 ascendeix a capità de navili i en 1807 va ser Intendent general de Marina. En 1812 és nomenat Secretari de Despatx d'Hisenda i aquest mateix any Cap polític de Sevilla. En 1814 és designat Secretari de Despatx de Marina que exerciria fins a 1818. En el Trienni Liberal, se li va confiar de nou el ministeri de Marina en 1820 i, novament, en 1823. Amb caràcter interí ocupa la Secretaria de Despatx de la Guerra durant 14 dies de juny de 1825. Ferran VII li concedí en 1830 el títol de comte de Salazar.